# Caldwell (Texas)
Caldwell és una població dels Estats Units a l'estat de Texas. Segons el cens del 2000 tenia 3.449 habitants.

## Demografia
Segons el cens del 2000, Caldwell tenia 3.449 habitants, 1.322 habitatges, i 938 famílies. La densitat de població era de 394 habitants per km².
Dels 1.322 habitatges en un 36,5% hi vivien nens de menys de 18 anys, en un 52,5% hi vivien parelles casades, en un 14,1% dones solteres, i en un 29% no eren unitats familiars. En el 26,3% dels habitatges hi vivien persones soles el 15,8% de les quals corresponia a persones de 65 anys o més que vivien soles. El nombre mitjà de persones vivint en cada habitatge era de 2,61 i el nombre mitjà de persones que vivien en cada família era de 3,16.
Per edats la població es repartia de la següent manera: un 28,8% tenia menys de 18 anys, un 9,5% entre 18 i 24, un 26,7% entre 25 i 44, un 20,5% de 45 a 60 i un 14,5% 65 anys o més.
L'edat mediana era de 34 anys. Per cada 100 dones de 18 o més anys hi havia 83,2 homes.
La renda mediana per habitatge era de 29.936$ i la renda mediana per família de 37.658$. Els homes tenien una renda mediana de 25.745$ mentre que les dones 20.306$. La renda per capita de la població era de 14.141$. Aproximadament el 14,2% de les famílies i el 17,9% de la població estaven per davall del llindar de pobresa.

## Poblacions més properes
El següent diagrama mostra les poblacions més properes.